# 魔導具師ダリヤはうつむかない
『魔導具師ダリヤはうつむかない』（まどうぐしダリヤはうつむかない）は、甘岸久弥による日本のライトノベルおよびそれを原作とするメディアミックス作品。「小説家になろう」で2018年4月1日から連載されており、書籍版はMFブックス（KADOKAWA）より同年10月から『魔導具師ダリヤはうつむかない 〜今日から自由な職人ライフ〜』のタイトルで刊行されている。2024年7月時点で電子版を含めたシリーズ累計部数は375万部を突破している。『このライトノベルがすごい！』単行本・ノベルス部門では2021年版・2022年版で共に9位、2023年版で2位、2025年版で1位を獲得。前世は日本人でうつむいたまま過労死し、今世ではいい妻になろうとするも婚約破棄された魔導具師・ダリヤが『もう､うつむかない』と決意して生きていく異世界での恋愛、物作り、人間模様を描く物語。
漫画版は書籍版と同タイトルの『月刊コンプエース』連載版と、『魔導具師ダリヤはうつむかない 〜Dahliya Wilts No More〜』のタイトルで『MAGCOMI』（マッグガーデン。現在は『月刊コミックガーデン』に移籍）連載版の2作が存在しほぼ同時期に連載スタートしたが、コンプエース版は2巻で打ち切りとなった。また、『魔導具師ダリヤはうつむかない〜王立高等学院編〜』のコミカライズの連載も、FWコミックスオルタにて赤羽になにより2023年9月より配信されている。
スピンオフ作品『服飾師ルチアはあきらめない 〜今日から始める幸服計画〜』がMFブックス（KADOKAWA）より2021年4月から刊行されており、「次にくるライトノベル大賞2021」では書き下ろし新作部門で9位、「次にくるライトノベル大賞2022」では単行本部門で4位をそれぞれ獲得している。FWコミックスオルタにて臼土きねによるコミカライズが2022年2月より配信されている。
2024年7月から9月までテレビアニメが放送された。

## あらすじ
交易と魔法技術で栄えるオルディネ王国。その王都に居を構える魔導具師のダリヤ・ロセッティは、亡き父の弟子で婚約者のトビアス・オルランドから、結婚前日に一方的に婚約破棄を迫られる。トビアスには既に新しい恋人がおり、新居にも出入りしていたのだ。予期せぬ出来事に愕然とするダリヤだったが、周囲の助けもありトビアスとの婚約を破棄、さらには生活と魔導具開発のため自身の商会を立ち上げる。そんなある日、素材の採取に森を訪れたダリヤの前に、負傷した血塗れの男が現れる。彼は王国騎士団魔物討伐部隊で最も危険な役割を担う｢赤鎧｣のヴォルフレード・スカルファロットであった。

## 登場人物
声の項はテレビアニメ版の声優。

### ロセッティ商会
ダリヤ・ロセッティ
声 - 大西沙織、山下大輝（男装「ダリ」）
本作の主人公。赤い髪に翠の瞳をもつが、トビアスと婚約していた時は彼の希望で髪を暗い茶色に染めていた。前世で日本人だった頃に勤めていた会社のデスクの上でうつむいたまま過労死したという過去があり、転生した今世では夫を立てる良き妻であろうと志したが、新居に引っ越しをした当日に婚約相手に婚約破棄を伝えられた。その為、これからは前向きに好きな魔導具を造り生きていくことを決意し、商会を立ち上げる。貴族だった母親を知らずに父子家庭で成長したためか家事や料理が得意で、特に前世の知識を活かした料理は貴族階級であるヴォルフレードやその同僚も唸らせるものである。他界した父も祖父も魔導具師で、自身も防水布を開発したりドライヤーを考案したりしている。
MFブックス作品において女性キャラクターが主人公を務めるのは本作が初であった。
『このライトノベルがすごい！』女性キャラクター部門では2023年版で5位、2025年版で4位を獲得。
ヴォルフレード・スカルファロット
声 - 田丸篤志、小橋里美（幼少）
実家が伯爵家で当人はその四男。親しい友人には｢ヴォルフ｣と呼ばれる。長身痩躯に黒髪、金色の瞳をもち、｢見ただけで魅了される｣と言われる程の美青年。王国騎士団魔物討伐部隊で先陣に立つ赤鎧（スカーレットアーマー）で、魔物討伐の末に負傷し道に迷っていたところをダリヤに助けられた。討伐部隊ではその戦いぶりから『死神』『魔王』という渾名を持っている。
幼いころから自身の目立つ容姿で人間関係が破綻することが度々あり悩んでいたが、ダリヤに瞳を隠す魔導具（色付きメガネ）を作ってもらい、自分の容姿や身分にさほど頓着しないダリヤに好感を抱き、魔導具や魔剣について語り合う友人となる。
『このライトノベルがすごい！』男性キャラクター部門では2023年版で9位、2025年版で7位を獲得。
イヴァーノ・メルカダンテ
声 - 高橋広樹
ロセッティ商会の商会員。もとは商業ギルドに所属していたが、ダリヤが商会を立ち上げた際に自ら売り込んで商会員になった。かつて実家はかなり大規模な商会だったが、お人好しの父が商会長を継いだ結果全てを失った過去があり、商会長としてはなにかと｢甘い｣ダリヤを陰日向にサポートする。

### オルランド商会
トビアス・オルランド
声 - 大野智敬
ダリヤの元婚約者で婚約破棄を宣言した張本人。オルランド商会の次男。自身も魔導具師でダリヤの父･カルロ・ロセッティの弟子でもあったため、ダリヤからみて兄弟子という関係でもある。自身にはない独創的発想をするダリヤに魔導具師としてコンプレックスを抱いており、婚約解消に至る結果となった。
イレネオ・オルランド
声 - 興津和幸
オルランド商会会長。トビアスの兄。トビアスの立場を守るため、婚約破棄したダリヤの悪評を流布させるなど狡猾な人物だが、それは商会と商会にかかわる人々の生活を守るための行動でもある。
エミリヤ・タリーニ
声 - 大森こころ
トビアスの新しい恋人（後に結婚）。実家は子爵家の血縁を持っていて、その力をあてにしたトビアスの母親の後押しもあり、彼と結ばれるに至った。魔導具師としてトビアスと並び立てる立場にいるダリヤに嫉妬心を抱いている。

### スカルファロット家
グイード・スカルファロット
声 - 小野賢章
スカルファロット伯爵家の長男。ヴォルフレードの長兄。スカルファロット家は彼が継いだ時点で侯爵に位上げが決定している。頭脳明晰な上級魔導師にして権謀術数にも長けており、水や氷の魔法を得意としている。妻と娘を溺愛している。
ヨナス・グッドウィン
グイードの護衛を務める騎士で、親友でもある。実家は子爵家であるが、折り合いはあまり良くない。かつて炎龍を倒したことでその呪いを受け、腕に竜の鱗が生える｢魔付き｣となった。対人戦闘ではヴォルフレードを軽くあしらう実力者。

### 魔物討伐部隊
グラート・バルトローネ
声 - 小西克幸
魔物討伐部隊隊長。侯爵。一族に代々伝わる、斬り付けた相手を灰になるまで焼き尽くす魔剣｢灰手｣を用いて魔物を屠る壮年の騎士。かつての経験から魔物討伐部隊の環境改善に腐心している。
ランドルフ・グッドウィン
声 - 上田燿司
魔物討伐部隊隊員。実家は国境伯。巨大な盾を用いて攻撃も防御もこなす｢重鎧｣でヴォルフレードの友人。普段は物静かな人物だが、甘いものが大好物という意外な一面がある。
ドリノ・バーティ
声 - 浦和希
魔物討伐部隊隊員。ヴォルフレードの友人で、彼と同じく先陣を務める｢赤鎧｣。下町出身の平民で、明るくざっくばらんとした性格。
グリゼルダ・ランツァ
声 - 土岐隼一
魔物討伐部隊副隊長。水系統の魔法を使う魔法剣士。｢水の魔人｣と渾名される冷静沈着な指揮官だが、苦手な魔物（蛇や蜘蛛型の魔物等）を前にすると暴走し細切れになるまで攻撃する過激な一面もある。

### その他の人物
ルチア・ファーノ
声 - 和泉風花
スピンオフ作品『服飾師ルチアはあきらめない 〜今日から始める幸服計画〜』の主人公。ダリヤの友人。家族5人で「ファーノ工房」を営んでいる。5本指靴下で大口の注文が舞い込み、自分が製作したということで父親から副工房長に任命される。
ジャン・タッソ
声 - 稲田徹
冒険者ギルド素材管理部長。冒険者からギルド職員となったが、新型魔道具に必要な素材需要が高まったことで生じた仕事で長期間家を空けることとなった結果、一度結婚に失敗し二度目の妻とも数回にわたって離婚の危機に陥ったことがある。
カルロ・ロセッティ
声 - 成田剣
ダリヤの父。故人。数々の魔導具を世に送り出し、名誉男爵に叙された優秀な魔導具師だったが、本編開始時点より一年程前に商業ギルドで急に倒れ、そのまま帰らぬ人となった。仕事で係わった相手に貸しを作っては将来ダリヤが関わった際の便宜を言い残す。これはダリヤが関わらなければ一生黙っていろという口止めも含んでいたが、ダリヤの役に立つことを確信していたのは間違いなく、貸しを返した相手は複雑な顔をしていた。
単行本の各巻末には生前の彼が主人公の書下ろし番外編が収録され、彼が命を縮めることになった理由や妻と別れた経緯などダリヤが知ることがなかった事情が語られている。
ヴァネッサ・スカルファロット
声 - 衣川里佳
ヴォルフレードの母親。故人。学生時代からの親友である公爵夫人の身辺警護を行う騎士だったが、その美貌をスカルファロット伯爵に見初められ第三夫人となった。ヴォルフレードが幼いころに跡目争いに伴う暗殺事件に巻き込まれ、多数の刺客からグイードとその母親を護って戦死。なお対外的には病死とされている。
マルチェラ・ヌヴォラーリ
声 - 松田健一郎
運送ギルド員であるイルマの夫。愛妻であるイルマの友人であるダリヤのことも気遣っており、ダリヤの引っ越しや紹介設立の際には、公私ともに援助を惜しまない。
イルマ・ヌヴォラーリ
声 - 飯田里穂
ダリヤの幼馴染でマルチェラの妻。美容室を営んでいる。ダリヤが住んでいる塔の門を開けられる数少ない一人である。ダリヤのことをいつも心配しており、強く明るい言葉で後押しすることも少なくない。

## 魔導具
魔石を動力源として様々な効果を発揮する道具。特定の魔物から得られる素材を使用する場合も多い。ダリヤは前世の知識から魔導具を開発するが、構造自体は大雑把に知っているだけだったり加工技術も転生後に身に付けたものなので、量産や改良には他のベテラン技術者には一歩劣る面が多い。
画期的な魔導具を開発した魔導具師には男爵位が授与される。爵位に「授与の切っ掛けとなった魔導具名（カルロの場合は「給湯器」）」を付けて呼ばれるため奇妙な、または微妙な響きになることが多い。
希少な素材が必要になることもあり、冒険者への大口依頼となった末に乱獲で品薄となり冒険者ギルドで養殖場を運営したりしている。

### 登場した魔導具
ドライヤー
温風を発する魔導具だが、ダリヤとカルロが調子に乗って作ったものは中級火魔法並みの威力を発揮する。のちに送風温度を変えることで「靴乾燥機」としても利用された。
小型魔導コンロ
基本据え置きだったものを持ち運び可能としたもの。鍋もコンロに重ねることが可能な折り畳み式になっている。
防水布
天幕や雨合羽などに利用される。素材となるブルースライムの需要が高まり乱獲騒ぎになった末、素材モンスターの養殖場が運営され始める切っ掛けとなる。
クラーケンテープ
魔力を流しながら貼ることでゴムパッキンのように使える。こちらも素材となるクラーケン捕獲に人手を取られて冒険者ギルドは騒ぎなった。
泡ポンプボトル
魔導具というよりはあくまで器械的仕組み。ダリヤが前世の記憶から製作したが、生産工房の協力でより実用的に改良される。
五本指靴下と乾燥中敷き
元々はカルロのために考案・開発していたが、ヴォルフに譲ったことが切っ掛けで魔物討伐部隊や王宮をはじめとした大口注文が殺到する。これは作中の世界では寝る時と入浴時くらいしか靴を脱がないので、革靴やブーツを履く人たちにとっては水虫が共通の悩みだったため。この世界ではけがや病気はポーションを使用するか神殿で治療することが可能で、病気を予防するという概念がなく、ダリヤは予防対策まで説明することになった。
こちらも中敷き用の素材となるグリーンスライムの乱獲による不足を予想して早期に養殖を始めるよう打ち合わせされる。
微風布（アウラテーロ）
弱い風魔法を付与した生地。空調服をイメージして夏場や作業中の発汗対策から試作した際には付与した魔法が強すぎで「全身くすぐられる服」になる。付与の密度を変えたことで実用性が増したが、個々人の感覚差から付与の強度は更に分けられる。服飾魔導工房では汗対策以外にパニエなどの代わりにスカートを支えるアイデアも出た。命名は服飾ギルド長。

## 作風
「現代の道具をファンタジー世界の素材・魔法で作る」という発想は甘岸が見る夢から生まれたものである。甘岸は自身が見る夢を物語として執筆するパターンが多くなっており、物語に使えそうな資料を読んで眠り、翌朝に覚えている夢をメモしている。魔道具に関しても前述の夢によって生まれた発想の一つである。
甘岸は登場人物を描く上で現実の人間と同様に「多面性があり、視点や立場が違って見える」「時間が経つにつれて人は変わっていく」という点を意識しており、例えば当初優しかった人が戦闘の場では非情な面を見せたりするなど、場面で固定しすぎないようにしている。

## 制作背景
取引先の倒産により1週間ほど時間が出来た甘岸は、友人から気分転換も兼ねて「婚約破棄」を題材にした作品の執筆を勧められた。この時点では冗談半分に考えていたが、同じ日に家族から「エイプリルフールをされたことがない」と言われ、家族が『小説家になろう』を閲覧していたことから甘岸は「4月1日に小説を書き始めたと言おう！」と思い立ち、同サイトにて本作の執筆を開始することとなった。なお、実際に『小説家になろう』にて作品を投稿したのは有言実行であり、エイプリルフールが成り立たないことに気が付いたのは4月1日の午後だったという。
スピンオフ作品『服飾師ルチアはあきらめない 〜今日から始める幸服計画〜』は登場人物の一人であるルチアの物語を読みたいという読者の声が多く寄せられたことがきっかけで書籍化に至った。甘岸は自身の見る夢にルチアの出番が増えたことや、裁縫の趣味を持っていたことから、「服飾師」という題材は書きやすいのではないかという思いも抱いていた。

## 既刊一覧

### 小説
- 甘岸久弥（著）・景（1 - 8巻イラスト、9巻以降はキャラクター原案）・雨壱絵穹（9巻イラスト）・縞（番外編イラスト）・駒田ハチ（番外編キャラクター原案、10 - 12巻イラスト）、 KADOKAWA〈MFブックス〉、既刊13巻（2025年3月24日現在）
  - 『魔導具師ダリヤはうつむかない 〜今日から自由な職人ライフ〜 1』、2018年10月25日初版第一刷発行（同日発売[26]）、ISBN 978-4-04-065307-5
  - 『魔導具師ダリヤはうつむかない 〜今日から自由な職人ライフ〜 2』、2019年4月25日初版第一刷発行（同日発売[27]）、ISBN 978-4-04-065634-2
  - 『魔導具師ダリヤはうつむかない 〜今日から自由な職人ライフ〜 3』、2019年9月25日初版第一刷発行（同日発売[28]）、ISBN 978-4-04-064059-4
  - 『魔導具師ダリヤはうつむかない 〜今日から自由な職人ライフ〜 4』、2020年2月25日初版第一刷発行（同日発売[29]）、ISBN 978-4-04-064454-7
  - 『魔導具師ダリヤはうつむかない 〜今日から自由な職人ライフ〜 5』、2020年9月25日初版第一刷発行（同日発売[30]）、ISBN 978-4-04-064941-2
  - 『魔導具師ダリヤはうつむかない 〜今日から自由な職人ライフ〜 6』、2021年4月25日初版第一刷発行（4月24日発売[31]）、ISBN 978-4-04-680376-4
  - 『魔導具師ダリヤはうつむかない 〜今日から自由な職人ライフ〜 7』、2021年10月25日初版第一刷発行（同日発売[32]）、ISBN 978-4-04-680836-3
  - 『魔導具師ダリヤはうつむかない 〜今日から自由な職人ライフ〜 8』、2022年6月25日初版第一刷発行（6月24日発売[33]）、ISBN 978-4-04-681176-9
  - 『魔導具師ダリヤはうつむかない 〜今日から自由な職人ライフ〜 9』、2023年12月25日初版第一刷発行（同日発売[34]）、ISBN 978-4-04-681932-1
  - 『魔導具師ダリヤはうつむかない 〜今日から自由な職人ライフ〜 番外編』、2024年3月25日初版第一刷発行（同日発売[35]）、ISBN 978-4-04-683144-6
  - 『魔導具師ダリヤはうつむかない 〜今日から自由な職人ライフ〜 10』、2024年6月25日初版第一刷発行（同日発売[36]）、ISBN 978-4-04-683712-7
  - 『魔導具師ダリヤはうつむかない 〜今日から自由な職人ライフ〜 11』、2024年11月25日初版第一刷発行（同日発売[37][38]）、ISBN 978-4-04-683820-9 / ISBN 978-4-04-683821-6（小冊子付き特装版）
  - 『魔導具師ダリヤはうつむかない 〜今日から自由な職人ライフ〜 12』、2025年3月24日発売[39][40]）、ISBN 978-4-04-684648-8 / ISBN 978-4-04-684649-5（小冊子付き特装版）
- 甘岸久弥（著）・雨壱絵穹（イラスト）・景（キャラクター原案） 『服飾師ルチアはあきらめない 〜今日から始める幸服計画〜』 KADOKAWA〈MFブックス〉、既刊3巻（2023年12月25日現在）
  1. 2021年4月25日初版第一刷発行（4月24日発売[41])、ISBN 978-4-04-680375-7
  2. 2022年1月25日初版第一刷発行（同日発売[42]）、ISBN 978-4-04-681093-9
  3. 2023年12月25日初版第一刷発行（同日発売[43]）、ISBN 978-4-04-683146-0 / ISBN 978-4-04-683143-9（小冊子付き特装版）

### 漫画
- 甘岸久弥（原作）・景（キャラクター原案）・釜田（作画） 『魔導具師ダリヤはうつむかない 〜今日から自由な職人ライフ〜』 KADOKAWA〈角川コミック・エース〉、全2巻
  1. 2019年9月25日発売[44]、ISBN 978-4-04-108681-0
  2. 2020年7月21日発売[45]、ISBN 978-4-04-109729-8
- 甘岸久弥（原作）・景（キャラクター原案）・住川惠（作画） 『魔導具師ダリヤはうつむかない 〜Dahliya Wilts No More〜』 マッグガーデン〈BLADEコミックス〉、既刊8巻（2025年5月10日現在）
  1. 2019年10月10日初版発行（9月25日発売[46]）、ISBN 978-4-8000-0897-8
  2. 2020年3月11日初版発行（2月25日発売[47]）、ISBN 978-4-8000-0943-2
  3. 2021年1月9日発売[48]、ISBN 978-4-8000-1043-8
  4. 2021年10月25日発売[49][50]、ISBN 978-4-8000-1141-1 / ISBN 978-4-8000-1136-7（特装版）
  5. 2022年9月9日発売[51]、ISBN 978-4-8000-1242-5
  6. 2023年8月31日発売[52]、ISBN 978-4-8000-1364-4
  7. 2024年7月10日発売[53][54]、ISBN 978-4-8000-1470-2 / ISBN 978-4-8000-1467-2（特装版）
  8. 2025年5月10日発売[55]、ISBN 978-4-8000-1595-2
- 甘岸久弥（原作）・雨壱絵穹（キャラクター原案）・臼土きね（作画） 『服飾師ルチアはあきらめない 〜今日から始める幸服計画〜』 フロンティアワークス〈FWコミックスオルタ〉、既刊5巻（2025年7月18日現在）
  1. 2022年11月18日発売[56]、ISBN 978-4-86657-612-1
  2. 2023年4月18日発売[56]、ISBN 978-4-86657-646-6
  3. 2023年12月25日発売[56]、ISBN 978-4-86657-722-7
  4. 2024年7月18日発売[56]、ISBN 978-4-86657-784-5
  5. 2025年7月18日発売[56]、ISBN 978-4-86657-843-9
- 甘岸久弥（原作）・景（キャラクター原案）・赤羽にな（作画） 『魔導具師ダリヤはうつむかない 〜王立高等学院編〜』 フロンティアワークス〈FWコミックスオルタ〉、既刊1巻（2024年5月17日現在）
  1. 2024年5月17日発売[57]、ISBN 978-4-86657-768-5

## テレビアニメ
2023年8月に開催されたイベント「MFブックス創刊10周年記念番組〜夏の異世界ファンタジー祭り〜」にてテレビアニメ化が発表され、2024年7月から9月までAT-Xほかにて放送された。

### スタッフ
- 原作 - 甘岸久弥[59]
- キャラクター原案 - 景[59]
- 原作企画 - フロンティアワークス[59]
- 監督 - 久保洋祐[59]
- シリーズ構成 - 東出祐一郎[59]
- キャラクターデザイン・総作画監督 - 栗田聡美[59]
- デザインワークス - 江口寿志
- プロップデザイン - 高橋浩也
- 美術監督・美術設定 - 菊地正典
- 色彩設計 - 松山愛子
- 3DCG - Kenta Doi
- 撮影監督 - 山﨑忠明
- 編集 - 櫻井崇
- 音響監督 - 長崎行男[21]
- 音楽 - 大谷幸[59]
- 音楽制作 - ランティス
- 音楽プロデューサー - 川島麻衣
- プロデューサー - 中村誠、臼井久人、山崎博昭、十河大和、呉桐、飯塚彩、有馬聡史、白石容子、内山祐紀
- アニメーションプロデューサー - 櫻井崇、原田健一
- 制作プロデューサー - 木村啓太
- アニメーション制作 - 颱風グラフィックス[59]、イマジカインフォス[59]
- 製作 - 製作委員会はうつむかない

### 主題歌
「ちいさな蕾」
岬なこによるオープニングテーマ。作詞はPA-NON、作曲は山田智和、編曲は渡辺拓也。
「Glitter」
堀内まり菜によるエンディングテーマ。作詞はつむぎしゃち、作曲・編曲は夢見クジラ。

### 各話リスト
| 話数   | サブタイトル                 | 脚本       | 絵コンテ         | 演出     | 作画監督                                                | 初放送日      |
| ------ | ---------------------------- | ---------- | ---------------- | -------- | ------------------------------------------------------- | ------------- |
| 第1話  | ダリヤの夢                   | 東出祐一郎 | 久保洋祐         | 内堀雅人 | 岩永浩輔 Mubon Hyeong Jun Ryu Joong Hyeon Jeon Hyun Jin | 2024年 7月6日 |
| 第2話  | カルロとの思い出             | 中村誠     | 佐藤真人         | 徐伝峰   | 岸寛毅 林由香 浜平蒼生 高橋尚千 鈴木FALCO 徐易          | 7月13日       |
| 第3話  | 真実の愛？                   | 成尾渚     | 岡田智敬         | 内堀雅人 | Hue Hey Jung                                            | 7月20日       |
| 第4話  | 騎士との出会い               | 東出祐一郎 | ワタナベシンイチ | 粟井重紀 | 松本勝次 趙親雲 陳潔瓊 羅海 殷晨熙 張福民               | 7月27日       |
| 第5話  | 父の贈り物                   | 中村誠     | 三浦紗智         | 三浦紗智 | 三浦紗智 相澤歩 石川慎亮                                | 8月3日        |
| 第6話  | 妖精結晶の眼鏡               | 成尾渚     | 佐藤真人         | 内堀雅人 | noroanna 相澤歩 岩永浩輔                                | 8月10日       |
| 第7話  | 大騒動の予感                 | 東出祐一郎 | 川奈加奈         | 一居一平 | 十文字 Shanghai Xuanzhou Culture Media                  | 8月17日       |
| 第8話  | ロセッティ商会               | 中村誠     | 久保洋祐         | 谷口大悟 | Hue Hey-Jung                                            | 8月24日       |
| 第9話  | 悪夢を越えて                 | 成尾渚     | ワタナベシンイチ | 粟井重紀 | 高橋直樹 陈潔琼 趙親雲 邱錦                             | 8月31日       |
| 第10話 | 王城への招待                 | 成尾渚     | 佐藤真人         | 岡田智敬 | スタジオ時雨                                            | 9月7日        |
| 第11話 | 空へと咲く花                 | 中村誠     | 三浦紗智         | 三浦紗智 | Heo Hye-Jung                                            | 9月14日       |
| 第12話 | 魔導具師ダリヤはうつむかない | 東出祐一郎 | 久保洋祐         | 久保洋祐 | 相澤歩 Mubon Hyeong Jun Ryu Joong Hyeon Jeon Hyun Jin   | 9月21日       |

### 放送局
| 放送期間               | 放送時間                     | 放送局   | 対象地域   | 備考                                            |
| ---------------------- | ---------------------------- | -------- | ---------- | ----------------------------------------------- |
| 2024年7月6日 - 9月21日 | 土曜 21:00 - 21:30           | AT-X     | 日本全域   | 製作参加 / CS放送 / 字幕放送 / リピート放送あり |
| 2024年7月7日 - 9月22日 | 日曜 3:38 - 4:08（土曜深夜） | 毎日放送 | 近畿広域圏 | 製作参加 / 『アニメシャワー』第4部              |
| 2024年7月8日 - 9月23日 | 月曜 0:00 - 0:30（日曜深夜） | TOKYO MX | 東京都     |                                                 |
|                        | 月曜 0:30 - 1:00（日曜深夜） | BS11     | 日本全域   | BS放送 / 『ANIME+』枠                           |

| 配信開始日    | 配信時間                           | 配信サイト |
| ------------- | ---------------------------------- | --- |
| 2024年7月7日  | 日曜 3:38（土曜深夜） 更新         | dアニメストア U-NEXT |
| 2024年7月12日 | 金曜 3:38（木曜深夜） 以降順次更新 | ABEMA Prime Video アニメ放題 Lemino DMM TV Hulu FOD バンダイチャンネル TELASA J:COMオンデマンド milplus TVer MBS動画イズム HAPPY!動画 Rakuten TV |
| 2024年10月1日 | 以降順次更新                       | Netflix |

### BD
| 巻 | 発売日         | 収録話         | 規格品番  |
| -- | -------------- | -------------- | --------- |
| 上 | 2024年10月30日 | 第1話 - 第6話  | FFXN-9006 |
| 下 | 2024年12月25日 | 第7話 - 第12話 | FFXN-9007 |